# جاي جاي ميشيل روبرت
جاي جاي ميشيل روبرت هو قاضي ومحامي كندي، ولد في 29 يناير 1938.